# Jennifer Wiseman
Jennifer Wiseman   (Mountain Home) és una astrònoma estatunidenca. Es va llicenciar en física pel MIT i va obtenir el seu doctorat en Astronomia de la Universitat Harvard el 1995. Wiseman va descobrir el cometa periòdic 114P/Wiseman-Skiff mentre treballava com a ajudant d'investigació universitària el 1987. Wiseman és astrofísica sènior del Centre de vol espacial Goddard de la NASA, on exerceix com a científica sènior del projecte del telescopi espacial Hubble. Anteriorment va dirigir el Laboratori d'exoplanetes i astrofísica estel·lar. Estudia regions de formació estel·lar de la nostra galàxia mitjançant telescopis de ràdio, òptics i infrarojos, amb un interès particular en els nuclis de núvols moleculars, protoestrelles i jets. Va dirigir un estudi important que va cartografiar una regió de formació estel·lar a la constel·lació d'Orió.
Wiseman també està interessada en la política científica i la divulgació, i el compromís amb la ciència pública. Ha estat membre del Congrés de Ciències de l'American Physical Society, consellera elegida de la American Astronomical Society i líder de diàleg públic de l'American Association for the Advancement of Science. Fa xerrades sobre l'emoció de l'astronomia i el descobriment científic, i ha aparegut en molts programes de ciència i notícies, inclosos el The New York Times, The Washington Post, NOVA i National Public Radio.
Wiseman és cristiana, membre de l'American Scientific Affiliation, i membre de la junta directiva de BioLogos. El 16 de juny de 2010, Wiseman va ser presentada com a nova directora de l'Associació Americana per al Diàleg sobre Ciència, Ètica i Religió de l'Associació americana per l'avanç de la ciència.

## Premis
- Hubble Fellow - 1998.[7]
- Jansky Fellow - 1995.[8]